# Lac Kamickekwanakacik
Lac Kamickekwanakacik är en sjö i Kanada.   Den ligger i regionen Mauricie och provinsen Québec, i den sydöstra delen av landet, 270 km norr om huvudstaden Ottawa. Lac Kamickekwanakacik ligger 425 meter över havet. Den ligger vid sjöarna  Lac Blanc Lac Kaskamestakan och Lac Kawaseskonakamik.
I omgivningarna runt Lac Kamickekwanakacik växer i huvudsak blandskog. Trakten runt Lac Kamickekwanakacik är nära nog obefolkad, med mindre än två invånare per kvadratkilometer.